# Tansor
Tansor è un villaggio e parrocchia civile dell'Inghilterra, appartenente alla contea del Northamptonshire.